# Partidul Togolez al Progresului
Partidul Togolez al Progresului (prescurtat PTP) a fost un partid politic din Togo activ în perioada 1946-1959.

## Istorie
Partidul a fost înființat de Nicolas Grunitzky, Pedro Olympio și Dermane Ayéva în 1946, devenind al doilea partid din Togo. Formarea sa a fost încurajată de autoritățile franceze, care erau îngrijorate de atitudinea anti-franceză a Comitetului Unității Togolese (CUT).
Grunitzky a fost candidatul PTP la alegerile Adunării Naționale din Franța din noiembrie 1946, dar a fost învins de Martin Aku de la CUT. La alegerile Adunării Reprezentanților din decembrie, partidul a câștigat doar unul dintre cele 24 de locuri africane.
Până la începutul anilor 1950, partidul a crescut în popularitate; la alegerile Adunării Reprezentanților din 1951 a câștigat 11 din cele 24 de locuri, în timp ce la alegerile franceze din 1951, Grunitzky l-a învins pe Aku. Ulterior a fost reales, fără să aibă contracandidat, la alegerile din 1956.
PTP a câștigat șase din cele 30 de locuri la alegerile Adunării Teritoriale din 1952, cu 25% din voturi. În 1954, o scindare a partidului a dus la formarea Mișcării Populare Togoleze. La alegerile din 1955, procentul de vot al partidului a crescut la 45%, câștigând 15 locuri, partidul aliat, Uniunea Șefilor și a Popoarelor din Nord (UCPN), câștigând celelalte 15 locuri. Cu toate acestea, numărul locurilor câștigate în alegerile din 1958 a fost de doar trei.
În octombrie 1959, partidul a fuzionat cu UCPN pentru a forma Uniunea Democratică a Poporului Togolez.